# Acontia micrastis
Acontia micrastis là một loài bướm đêm trong họ Noctuidae.